# 1965年のスポーツ
1965年のスポーツ（1965ねんのスポーツ）では、1965年（昭和40年）のスポーツ関連の出来事についてまとめる。

## できごと
- 1月29日 - 大相撲の佐田の山晋松、横綱免許
- 2月1日 - バレーボールの大松博文監督、ニチボーを退社
- 4月7日 - 初の国民健康の日
- 4月20日 - 国際スポーツ心理学会設立
- 5月10日 - 日本労働者スポーツ協会発足
- 5月18日 - ボクシングのファイティング原田、世界バンタム級チャンピオンに
- 6月6日 - 日本サッカーリーグ発足
- 6月12日 - 重松森雄、ウィンザーマラソンに2時間12分0秒の世界記録で優勝
- 6月21日 - ゴルフのゲーリー・プレーヤー、史上3人目のグランドスラム達成
- 7月12日 - 鹿島郁夫、日本人初の単独大西洋ヨット横断
- 8月15日 - 高田光政、日本人初のアイガー北壁登頂に成功
- 8月28日 - 日本プロ野球コミッショナー委員会発足
- 10月21日 - 南海ホークスの野村克也、第二次世界大戦後初の打撃三冠王に
- 11月17日 - 日本プロ野球初のドラフト会議開催
- 12月26日 - シンザン、有馬記念で優勝し、日本初の五冠馬に

## 総合競技大会
- 第10回国際ろう者競技大会（アメリカ・ワシントンD.C.・6月27日～7月3日） - 日本の獲得メダル：金0、銀1、銅1
- 第4回夏季ユニバーシアード（ハンガリー・ブダペスト・8月20日～29日） - 日本の獲得メダル：金5、銀0、銅2
- 第20回岐阜国体（冬季スケート - 長野県・1月26日～29日、冬季スキー - 兵庫県・2月14日～17日、夏季 - 岐阜県・9月19日～23日、秋季 - 岐阜県・10月24日～29日）
天皇杯順位：優勝 岐阜県、第2位 東京都、第3位 大阪府
皇后杯順位：優勝 岐阜県、第2位 東京都、第3位 大阪府

## アイスホッケー
- スタンレーカップ決勝（1964-1965シーズン）
モントリオール・カナディアンズ （4勝3敗） シカゴ・ブラックホークス

## ゴルフ

### 世界4大大会（男子）
- マスターズ優勝者：ジャック・ニクラス（アメリカ）
- 全米オープン優勝者：ゲーリー・プレーヤー（南アフリカ）
- 全英オープン優勝者：ピーター・トムソン（オーストラリア）
- 全米プロゴルフ優勝者：デーブ・マー（アメリカ）

プレーヤーが全米オープン優勝により、男子ゴルフ史上3人目の「キャリア・グランドスラム」を達成。すぐ翌年の1966年にジャック・ニクラスが続いた。

## サッカー
- 第44回天皇杯全日本サッカー選手権大会決勝
八幡製鉄 0-0 古河電工（両者優勝）
- 第1回日本サッカーリーグ
優勝:東洋工業

## 自転車競技

### ロードレース
- 第48回ジロ・デ・イタリア
総合優勝：ビットリオ・アドルニ（イタリア）
- 第52回ツール・ド・フランス
総合優勝：フェリーチェ・ジモンディ（イタリア）

## テニス

### グランドスラム
- 全豪選手権　男子単優勝：ロイ・エマーソン（オーストラリア）、女子単優勝：マーガレット・スミス（オーストラリア）
- 全仏選手権　男子単優勝：フレッド・ストール（オーストラリア）、女子単優勝：レスリー・ターナー（オーストラリア）
- ウィンブルドン　男子単優勝：ロイ・エマーソン（オーストラリア）、女子単優勝：マーガレット・スミス（オーストラリア）
- 全米選手権　男子単優勝：マニュエル・サンタナ（スペイン）、女子単優勝：マーガレット・スミス（オーストラリア）

## バスケットボール
- NBAファイナル（1964-1965シーズン）
ボストン・セルティックス（東） （4勝1敗） ロサンゼルス・レイカーズ （西）

## ラグビー
- 第2回日本ラグビーフットボール選手権大会（秩父宮ラグビー場・1月15日）
八幡製鉄 15-6 法政大学

## 誕生
- 1月5日 - パトリック・ショーベリ（スウェーデン、陸上競技）
- 1月29日 - ドミニク・ハシェック（チェコ、アイスホッケー）
- 2月5日 - ゲオルゲ・ハジ（ルーマニア、サッカー）
- 2月18日 - 斎藤雅樹（埼玉県、野球）
- 2月19日 - 岡本久美子（大阪府、テニス）
- 2月23日 - ヘレナ・スコバ（チェコ、テニス）
- 3月3日 - ドラガン・ストイコビッチ（ユーゴスラビア、サッカー）
- 3月8日 - 大橋秀行（神奈川県、ボクシング）
- 3月9日 - ベニート・サンティアゴ（プエルトリコ、野球）
- 3月23日 - トニーニョ（アントニオ・ベネディット・ダ・シルバ）（ブラジル、サッカー）
- 3月25日 - フランク・オルデネビッツ（ドイツ、サッカー）
- 3月25日 - ステフカ・コスタディノワ（ブルガリア、陸上競技）
- 4月9日 - ヘレン・アルフレッドソン（スウェーデン、ゴルフ）
- 4月20日 - 吉井理人（和歌山県、野球）
- 4月23日 - ドナ・ワインブレヒト（アメリカ、フリースタイル・スキー）
- 6月4日 - ミック・ドゥーハン（オーストラリア、オートバイレーサー）
- 6月4日 - アンドレア・イエガー（アメリカ、テニス）
- 6月8日 - 八木裕（岡山県、野球）
- 6月17日 - ダン・ジャンセン（アメリカ、スピードスケート）
- 6月22日 - 武田一浩（東京都、野球）
- 6月30日 - ミッチ・リッチモンド（アメリカ、バスケットボール）
- 7月3日 - 橋本真也（岐阜県、プロレス、+2005年）
- 7月11日 - アーネスト・ホースト（オランダ、格闘家）
- 7月15日 - 三浦泰年（静岡県、サッカー）
- 7月22日 - 中舘英二（東京都、競馬）
- 7月27日 - ホセルイス・チラベルト（パラグアイ、サッカー）
- 8月2日 - 渡辺久信（群馬県、野球）
- 8月4日 - 重由美子（佐賀県、ヨット）
- 8月6日 - 久島海啓太（和歌山県、相撲、+2012年）
- 8月6日 - 古田敦也（兵庫県、野球）
- 8月6日 - ステファン・ペテランセル（フランス、オートバイレーサー）
- 8月6日 - デビッド・ロビンソン（アメリカ、バスケットボール）
- 8月11日 - 山本昌（神奈川県、野球）
- 8月13日 - 阿部雅司（北海道、ノルディックスキー）
- 8月17日 - 佐竹雅昭（大阪府、格闘家）
- 8月24日 - レジー・ミラー（アメリカ、バスケットボール）
- 9月3日 - 水野雄仁（徳島県、野球）
- 9月3日 - 中田久美（東京都、バレーボール）
- 9月5日 - 前田治（福岡県、サッカー）
- 9月6日 - 堀池巧（静岡県、サッカー）
- 9月15日 - 小宮山悟（千葉県、野球）
- 9月25日 - スコッティ・ピッペン（アメリカ、バスケットボール）
- 10月3日 - 佐々木誠（岡山県、野球）
- 10月5日 - マリオ・ルミュー（カナダ、アイスホッケー）
- 10月5日 - パトリック・ロワ（カナダ、アイスホッケー）
- 10月8日 - マット・ビオンディ（アメリカ、水泳）
- 11月10日 - エディ・アーバイン（アイルランド、レーシングドライバー）
- 12月3日 - カタリナ・ヴィット（ドイツ→アメリカ、フィギュアスケート）
- 12月4日 - 与田剛（千葉県、野球）
- 12月14日 - クレイグ・ビジオ（アメリカ、野球）
- 12月17日 - 池山隆寛（兵庫県、野球）

## 死去
- 1月10日 - 松沢一鶴（東京都、水泳、*1900年）[1]
- 1月11日 - ウォーリー・ピップ（アメリカ、野球、*1893年）
- 1月26日 - 飛田穂洲（茨城県、野球評論家、*1886年）
- 1月27日 - 三船久蔵（岩手県、柔道、*1883年）
- 2月26日 - ユリウス・スクットナッブ（フィンランド、スピードスケート、*1889年）
- 3月5日 - 若林忠志（アメリカ出身、野球、*1908年）
- 3月14日 - マリオン・ジョーンズ（アメリカ、テニス、*1879年）
- 3月25日 - オスカル・クリスティ（チリ、馬術、*1916年）
- 5月23日 - アール・ウェッブ（アメリカ、野球、*1897年）
- 6月9日 - 中沢不二雄（京都府、野球、*1892年）
- 7月10日 - 御園生崇男（山口県、野球、*1916年）
- 8月11日 - エセル・トムソン・ラーコム（イギリス、テニス、*1879年）
- 8月21日 - 浮谷東次郎（千葉県、レーシングドライバー、*1942年）
- 8月25日 - ジョニー・ヘイズ（アメリカ、マラソン、*1886年）
- 8月29日 - ポール・ウェイナー（アメリカ、野球、*1903年）
- 12月9日 - ブランチ・リッキー（アメリカ、野球、*1881年）